# 𤅶城坊

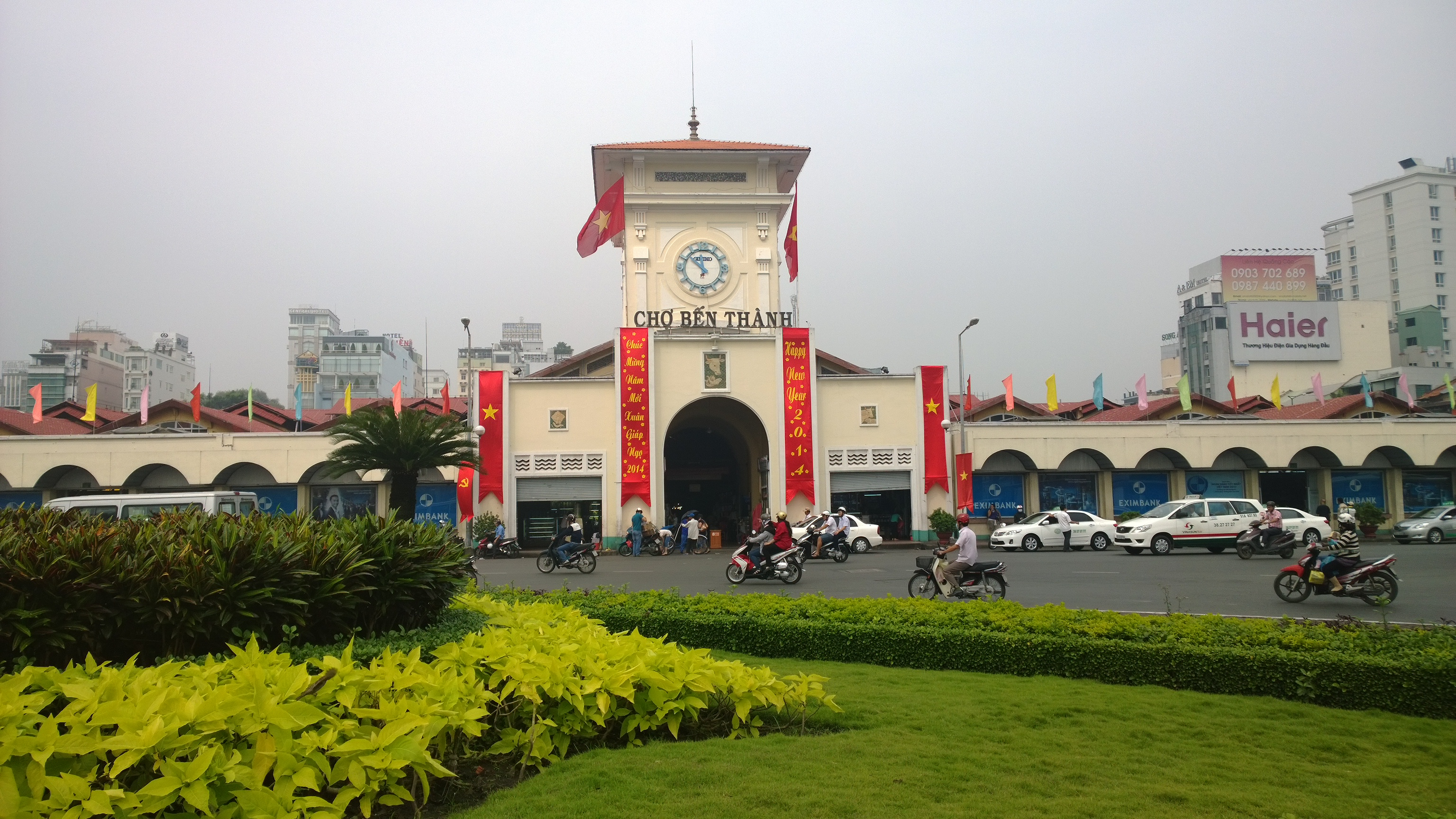
濱城市場

𤅶城坊（越南语：／）是越南胡志明市的一个坊。
𤅶城坊面积原为0,93平方公里，1999年人口21,129人, 人口密度 20.914 人/平方公里。